# Gros (Mehrheit)
Gros (von französisch gros, das = „groß“, „stark“, „dick“; als Substantiv [n.] = „Hauptstück“, „Mehrheit“, „größter Teil“) ist eine aus dem Französischen kommende Bezeichnung für den überwiegenden Teil bzw. die Mehrheit oder die Hauptmasse einer Gruppe oder einer Anzahl – z. B. von Truppen, gleichen Dingen oder Menschengruppen. Der Begriff wurde im 17. Jahrhundert als militärischer Ausdruck ins Deutsche übernommen und ist seit dem 18. Jahrhundert auch in anderen Bereichen allgemein gebräuchlich.

## Ursprung
Der Begriff, aus der französischen Militärsprache kommend, bezeichnete ursprünglich den Hauptteil einer Armee (gros d'armée) bzw. eines kriegsmäßig marschierenden oder zum Kampf in Stellung gehenden oder gegangenen Großverbands, z. B. eines Korps oder einer Division. Bei einem Marsch gehörten weder die Vorhut (Avantgarde) noch die Nachhut (Arrièregarde) zum Gros, ebenso wenig wie die abgezweigten Detachements und die sich in der Umgebung der Marschstraßen bewegenden leichten Truppen. In einer Gefechtsaufstellung war das Gros entsprechend taktischer Erwägungen meist entweder im Zentrum oder an einem der beiden Flügel der Schlachtordnung platziert.